# Chinitz-Tettauer Schwemmkanal
Der Chinitz-Tettauer Schwemmkanal (tschechisch Vchynicko-Tetovský plavební kanál) ist ein Flößgraben im Böhmerwald. Er wurde zur Umgehung des stark mit Blockwerk durchsetzten und deshalb für die Holzflößerei ungeeigneten Wildbach Vydra (Widra) angelegt.

## Geschichte
Nachdem Joseph II. von Schwarzenberg im Jahre 1799 die Herrschaft Stubenbach von Joseph Graf Kinsky erworben hatte, ließ er zur wirtschaftlichen Verwertung des Holzreichtums der Herrschaft zwischen 1799 und 1800 unter der Leitung seines Forstingenieurs Joseph Rosenauer den Kaltenbrunner Schwemmkanal anlegen. Im Laufe der Zeit setzte sich der Name Chinitz-Tettauer Schwemmkanal nach der am Ursprung des Kanals gelegenen Ortschaft Chinitz-Tettau durch. Entlang des Schwemmkanals entstanden die Holzfällersiedlungen Schätzenwald, Schätzenreith, Mosau und Grünberg.

## Verlauf
Der Kanal beginnt unterhalb der ehemaligen Ebenmühle an der Rechelbrücke zwischen den Wüstungen Preisleiten und Vchynice (Chinitz). Er verläuft zunächst linksseitig der Vydra bis Antýgl (Antiglhof) nach Norden. Danach führt sein Lauf über Schätzův Les (Schätzenwald) nach Westen bis Schätzova Mýť (Schätzenreith), wo er nördliche Richtung nimmt und um den Kostelní vrch (Kruheberg, 1014 m) geführt wird.
Vorbei an Mühlnazl, Zelená Hora (Grünberg), Zelenohorský Dvorec (Grünbergerhof), Mechov (Mosau ) und Horky u Srní (Seckerberg) führt der Kanal bis Sedlo (Sattelberg), wo er über den Plavební potok (Seckerbach) in die Křemelná (Kieslingbach) mündete. Später wurde nordwestlich von Sedlo ein direkter Ablauf zur Křemelná mittels Verrohrung angelegt. Der Schwemmkanal verläuft auf seiner gesamten Länge auf dem Gebiet der Gemeinde Srní (Rehberg). Seine Gesamtlänge beträgt 13,6 Kilometer, die letzten 500 m zwischen Sedlo und der Křemelná verlaufen unterirdisch.
Bei der Lochmühle zweigt eine fünf Kilometer lange unterirdische Wasserzuführung zum Wasserkraftwerk Čeňkova pila (Vinzenzsäge) ab. Am größten Teil seiner Trasse führt ein markierter Radwanderweg entlang.
Der Chinitz-Tettauer Schwemmkanal ist heute ein Technisches Denkmal. Er befindet sich im nordwestlichen Teil, sein „großer Bruder“, der Schwarzenbergsche Schwemmkanal (Schwarzenberský plavební kanál) liegt im südöstlichen Teil des Böhmerwaldes.

## Zuflüsse
- Hrádecký potok (Stillseifenbach) (l) bei Hrádky
- Studený potok (Rehberger Wiesbach) (l) bei Kaltenbrunn

## Abflüsse
- Hrádecký potok (r) bei Hrádky
- Studený potok (r) bei der Lochmühle
- Wasserzuführung zum Wasserkraftwerk Čeňkova pila bei der Lochmühle
- zum Plavební potok (Seckerbach) bei Zelenohorský Dvorec